# 小羊肖恩
《小羊肖恩》是英國廣播公司（BBC）发行、阿德曼動畫制作的一个定格儿童动画系列。它2007年在英国的CBBC频道首播，包括5季150集内容。

## 內容大綱
在英国的一个乡村农场里，一个农夫经营着自己的牧场。这位笨笨的农夫养着包括羊的一大群动物，其中有一只叫尚恩的羊。他和农夫的狗以及农场里的各种动物的生活，构成了这部情景喜剧动画的主要内容。
小羊尚恩这部片动物的智商明显的高，甚至比一些剧中的人类角色还要聪明。它们会听音乐，开汽车。这部片的特点是剧中角色并无任何语言对话，仅有“叽里呱啦”的发音，但制作公司透过角色之间的动作交流，让观众了解剧情发展。
对于本片主角尚恩，其官方的第一次登场是出现于酷狗寶貝之剃刀邊緣。当时片中主角华莱士和格罗米特试图拯救一群即将成为狗粮的羊群。而尚恩是其中最年轻的一只羊。尚恩在其中已经展现出它的智慧。尚恩也曾在酷狗寶貝系列的短片《酷狗寶貝之异想天开小发明》中的“店员13”一集登场。

## 角色

### 主要角色
- 尚恩：本片的主角，一只羊。聪明且多才多藝，喜欢带头在农场闹事。跟比泽尔是相互依存的关系，经常帮比泽尔收拾残局。它聪明的头脑曾为羊群策划出不少解决难题的方案。
- 比泽尔（Bitzer）：农夫的狗，同时也是忠诚的管家。除了牧羊外还照顾主人的生活起居，但是牧羊时经常听音乐看漫畫，并因此而没有发现羊群在捣乱。比泽尔在羊与其它动物冲突时通常会帮着羊。见到骨头树枝等会回到小狗状态，会去捡树枝然后交还主人。
- 提米：羊群中的羊婴儿，很多事情总是被卷入其中，不过幸好总有母亲的保护。提米也是其后的续集《小小羊蒂米》（Timmy Time）的主角。它是尚恩的表弟。
- 提米的媽媽：一只头戴发卷身穿围裙的母羊，提米的母亲。总是在剧中保护提米，提米走开时也时常为它担心。它是肖恩的阿姨。
- 雪丽：一头肥羊，似乎暴饮暴食过度而暴胖。因为身形巨大经常被周边环境卡住。曾尝试减肥成功但最终因再次暴饮暴食而打回原形。由于其身形巨大，身上的毛经常被羊群用作储物箱收藏物品。
- 那茲
- 羊群：一群智商较低的羊，经常在农场闯祸，通常由尚恩和比泽尔收拾残局。
- 农夫：经营着農场。经常做出一些愚蠢的事，约会也常常失败。
- 淘氣豬（The Naughty Pigs）：三头猪。经常和羊群敌对，并对羊群的活动制造破坏。一旦有绵羊进入猪群的活动区，该羊往往会被暴打。它们极不注意卫生，即使是洗脸也是用脏水。然而，牠們是害怕比澤爾（雖然牠們只要抓住機會就有可能欺負他）。
- 皮兹利（Pidsley）：农夫的猫。第一季的次要角色，在第二季戏份加重。想讨好农夫，嫉妒比泽尔与农夫的关系。皮兹利不喜欢羊群，认为它们又笨又贱。皮兹利的名字与猫王的姓（Presley）相似[1]。

### 次要角色

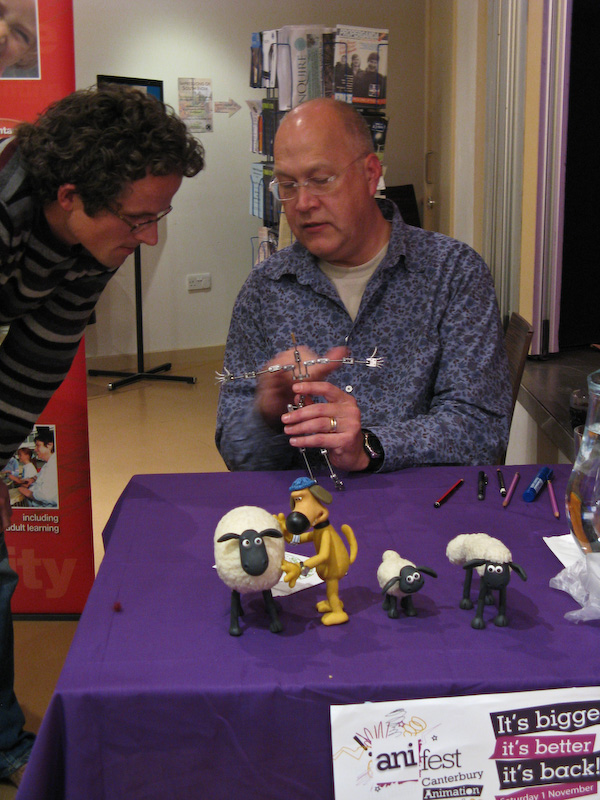
理查德·格勒佐维斯基在2008年的坎特伯雷动画节上与剧中的角色模型在一起。模型分别为羊群中的一员：雪丽、比泽尔、蒂米、肖恩。

#### 动物
- 公鸡：每集开始必定出场的角色，在农村的工作是早上叫醒农夫和其它动物。
- 母鸡：住在农村的母鸡，经常下蛋。后来有几只蛋孵出了小鸡。
- 小鸡：刚孵出来的时候见到肖恩，误以为尚恩是母亲。后來尚恩将自己的毛给母鸡织成毛衣，才转移了视线。
- 鸭子：农场的鸭子總是隨興行事，有時也不受比澤爾的指揮。曾有两只鸭子被当作珍稀动物。
- 公牛：一头很容易被激怒的牛，尤其是在它看到红色東西的时候。
- 鼹鼠：住在农场地下的一对母子鼹鼠。鼹鼠儿子比较喜欢捉弄其它动物。
- 山羊：垃圾粉碎机。从草地上的草到垃圾堆的马桶都是它的食品。
- 罗拉：原本是其它农场的母绵羊，某次运送过程中不慎从车上掉落，而獲得尚恩的幫助。与尚恩兩情相悅。后被羊群用假道具替换而得以留下。
- 母狗：一个游客的狗，游客在农场露营时，曾与畢查情投意合，只是主人回家时没有留下.......
- 狐狸：住在农场附近的狐狸，曾打过提米和公鸡的主意，最终均被尚恩等動物收拾掉。

#### 人类
- 披萨店男孩：镇上一家比萨饼店的店员，平时送货经常经过农场，并卷入尚恩他们的闹剧中。喜爱青蛙，尚恩曾以一只青蛙换到了一堆披萨。
- 农夫的侄女：一个爱捣蛋的小女孩，曾拿农场上的绵羊群开玩笑。
- 老太太：住在附近的一位老太太，经常卷入尚恩它们的闹剧。一不高兴就喜欢拿自己的手袋打对方。
- 农夫的女友：粉红色头发的女性，会驾驶热气球。她不时会找农夫约会，但农夫似乎经常搞砸这样的约会。
- 露营游客：曾在农村露营而被羊群作弄。

#### 外星人及其它
- 外星人：外星人似乎经常经过农场。他们有能探测外文明以及使物体浮起的激光枪，有能交换大脑的技术。他们的飞船可以使用绵羊的羊粪驱动。
- 水怪：住在农场附近的一个湖里，身上常年披着水草、泥浆等物。因其身形和比泽尔接近曾被羊群误认为比泽尔。

## 其他媒体

### 电影
- 《小羊肖恩大电影》：2015年2月6日於英國上映。其他國家也陸續在2015年上映[2]。
- 《小羊肖恩2：末日农场》：2019年10月18日於英國上映。其他國家也陸續在2019年上映。

### 衍生剧
阿德曼動畫制作了一部以剧中角色蒂米为主角的动画《小小羊蒂米》,描述蒂米去幼儿园读书的故事。

### 电子游戏
2008年秋天Art Co., Ltd发行了一款运行在NDS上的游戏。第二款游戏《小羊肖恩：寻顶记》（Shaun the Sheep: Off His Head）2009年在欧洲发行。

### 舞台剧
2011年3月9日，舞台剧《小羊肖恩：大搞作》公演。其中包括小羊肖恩电视版的主要角色。

## 外部連結
- 笑笑羊臺灣官方臉書粉絲專頁
- 小羊肖恩中國网站 （页面存档备份，存于）